# ロブ・コリンズ
ロバート・ジェームス・コリンズ（Robert James Collins、1963年2月23日 - 1996年7月22日）は、イギリスのミュージシャン。ロックバンド、ザ・シャーラタンズに在籍したキーボーディストとして知られる。

## 略歴
1963年、スタッフォードシャーの町ロウリー・レジスに生まれる。1988年にザ・シャーラタンズに加入し、バンドは1990年にシングル「インディアン・ロープ」でデビューを果たす。ロブによる特徴的なハモンドオルガンのサイケデリックなプレイスタイルはバンドサウンドの大きな特徴として捉えられ、シャーラタンズは同期のバンドと一線を画す音楽性を提示した。
1992年12月3日、ロブは自宅近くで強盗容疑で逮捕される。実際に盗みを行っていたのはロブの友人で、自身は車を運転していただけであったが、強盗の幇助罪として懲役8ヶ月を言い渡される。ロブは朝礼でピアノを弾くなど刑務所内での行いが良かった為、刑期は4ヶ月に短縮され、1994年始めに出所した。

## 死
5thアルバム『テリング・ストーリーズ』レコーディング中の1996年7月22日、ウェールズにてBMWを運転中に交通事故を起こした。ロブはシートベルトを着用しておらず、サンルーフから投げ出された状態だった。事故直後に救急車で病院へ運ばれたが、病院到着前には既に心肺停止状態であった。ロブはまもなく死亡し、検死の結果ロブの体内からは相当量のアルコールが検出された。検死官はもしシートベルトを着用していたらおそらく死は免れていただろうと分析した。
ロブの突然の死に、バンドメンバーはもちろん同僚のバンドも深く悲しみ、死の1週間後にオアシスのサポートをネブワースで行った際、オアシスはロブとシャーラタンズに向けて自身の楽曲「キャスト・ノー・シャドウ」を捧げた。